# Esther Martinez
Esther Martinez (Ignacio (Colorado), 1912 – Ignacio (Colorado), 16 de septiembre de 2006) fue una lingüista y cuentacuentos de los teguas de Nuevo México. Vivió 94 años, y se le recuerda sobre todo por su esfuerzo en preservar la lengua tegua. Su San Juan Pueblo Tewa Dictionary fue publicado en 1982.

## Nombres
Si bien su nombre cristiano era Esther Martínez, su nombre en tegua era P’oe Tsáwä (tegua para agua azul). Además, se le llamaba cariñosamente Ko'oe Esther y Tía Esther.

## Biografía
Nació en Ignacio (Colorado) en un día indeterminado de 1912. En este lugar vivía con sus padres, aunque después vivió con sus abuelos en  San Juan. Tiempo más tarde, escribiría que: 

El que tiene abuelos con los que platicar tiene mucha suerte, porque yo atesoro a mis abuelos y las cosas que de ellos aprendí. Mi abuelo era cuentacuentos. Los indios reciben lecciones de los cuentos que les cuentan desde niños. Por eso, muchos de nuestros cuentos son experiencias de aprendizaje.

Asistió a las escuela de indios de Santa Fe y de Alburquerque, graduándose de ésta en 1930.
Después de graduarse crio a diez hijos y trabajó varias veces como sirvienta y cocinera. En la década de 1960, mientras trabajaba en la secundaria de Pueblo, Colorado, conoció a un lingüista llamado Randall Speirs, que le pidió ayuda para documentar el tegua. Trabajó con él lo que quedaba de la década y la siguiente desarrollando un diccionario del tegua. 
De 1974 a 1989, Martínez trabajó enseñando tegua en San Juan. Tradujo el Nuevo Testamento al tegua, en parte con la colaboración de Wycliffe Bible Translators. También escribió un libro, compilación de cuentos, llamado My Life In San Juan Pueblo: Stories of Esther Martinez, publicado por la Universidad de Illinois en 2004.  Así mismo, recibió en 2006 un título de bachiller honorífico en educación temprana del Northern New Mexico College, donde trabajaba con el Northern Pueblo Institute. Trabajó también como cuentacuentos tradicional para el Servicio de Parques Nacionales.
El 16 de septiembre de 2006, Martínez regresaba a su casa desde Washington D. C., donde se le había dado una National Heritage Fellowship por la National Endowment for the Arts en un banquete en el Gran Salón de la Biblioteca del Congreso. No muy lejos de Española, Nuevo México, el automóvil en el que viajaba fue chocado por otro vehículo, cuyo conductor iba ebrio. Martínez falleció en el accidente, que ocurrió a sólo unos kilómetros de su pueblo.

## Legado
En diciembre de 2006, la 'Esther Martinez Native American Languages Preservation Act fue aprobada, autorizando fondos para nuevos programas que utilicen los indios para prevenir la pérdida de su cultura y legado.
The San Juan Pueblo Tewa Dictionary (español: Diccionario del Tegua del Pueblo de San Juan), escrito por Martínez en 1992, fue descrito como "uno de los esfuerzos más remarcables para documentar una lengua en peligro de extinción,"... dice Melissa Axelrod, profesora de lingüística en la Universidad de Nuevo México. "Tiene una gran riqueza de vocabulario e información gramatical, y es rico en su matiz cultural".